# بریک (مین)
بریک(به انگلیسی: Berwick) شهری در ایالت مین کشور ایالات متحده آمریکا است که جمعیت آن در سرشماری سال ۲۰۱۰ میلادی، ۲٬۱۸۷ نفر بوده‌است.